# Logan (Alabama)
Logan es una comunidad no incorporada en el condado de Cullman, Alabama, Estados Unidos. En el lugar se encuentra la Iglesia Metodista Shady Grove, que figura en el Registro Nacional de Lugares Históricos.